# Walter Plaikner
Walter Plaikner (Chienes, 24 oktober 1951) is een voormalig Italiaans rodelaar. 
Plaikner werd in 1971 in eigen land op de baan van Olang samen met zijn partner Paul Hildgartner wereldkampioen in het dubbel. Een jaar later tijdens de Olympische Winterspelen 1972 in het Japanse Sapporo werd Plaikner samen met Hildgartner olympisch kampioen, deze medaille moesten zij delen met de Oost-Duitsers Horst Hörnlein & Reinhard Bredow. In 1973 moesten Plaikner genoegen nemen met de bronzen medaille tijdens de wereldkampioenschappen achter twee Oost-Duitse koppels. Plaikner eindigde samen met Hildgartner als elfde tijdens de Olympische Winterspelen 1976 in het Oostenrijkse Innsbruck.

## Resultaten

### Wereldkampioenschappen
| Jaar | Plaats  | Resultaat |
| ---- | ------- | --------- |
| 1971 | Olang   | dubbel    |
| 1973 | Oberhof | dubbel    |

### Olympische Winterspelen
| Jaar | Plaats    | Resultaat  |
| ---- | --------- | ---------- |
| 1972 | Sapporo   | dubbel     |
| 1976 | Innsbruck | 11e dubbel |

1964: Josef Feistmantl / Manfred Stengl ·
1968: Klaus-Michael Bonsack / Thomas Köhler ·
1972: Paul Hildgartner / Walter Plaikner & Horst Hörnlein / Reinhard Bredow ·
1976: Hans Rinn / Norbert Hahn ·
1980: Hans Rinn / Norbert Hahn ·
1984: Hans Stanggassinger / Franz Wembacher ·
1988: Jörg Hoffmann / Jochen Pietzsch ·
1992: Stefan Krauße / Jan Behrendt ·
1994: Kurt Brugger / Wilfried Huber ·
1998: Stefan Krauße / Jan Behrendt ·
2002: Patric Leitner / Alexander Resch ·
2006: Andreas Linger / Wolfgang Linger ·
2010: Andreas Linger / Wolfgang Linger ·
2014: Tobias Wendl / Tobias Arlt ·
2018: Tobias Wendl / Tobias Arlt ·
2022: Tobias Wendl / Tobias Arlt